# Tatarowszczyzna
Tatarowszczyzna – dawna kolonia. Tereny, na których była położona, leżą obecnie na Białorusi, w obwodzie witebskim, w rejonie brasławskim, w sielsowiecie Słobódka.

## Historia
W latach 1921–1945 kolonia leżała w Polsce, w województwie nowogródzkim (od 1926 w województwie wileńskim), w powiecie brasławskim, w gminie Brasław.
Według Powszechnego Spisu Ludności z 1921 roku zamieszkiwało tu 31 osób, 30 były wyznania rzymskokatolickiego, a 1 prawosławnego. Jednocześnie 30 mieszkańców zadeklarowało polską przynależność narodową, a 1 białoruska. Było tu 5 budynków mieszkalnych. W 1931 w 5 domach zamieszkiwały 32 osoby.
Kolonia należała do parafii rzymskokatolickiej w Brasławiu. W 1933 podlegała pod Sąd Grodzki w Brasławiu i Okręgowy w Wilnie; właściwy urząd pocztowy mieścił się w Brasławiu.